# Alfonsius Kelvan
Alfonsius Kelvan (sinh ngày 21 tháng 6 năm 1989) là một cầu thủ bóng đá người Indonesia hiện tại thi đấu cho Persebaya Surabaya ở Liga 1.

## Sự nghiệp

### 2013
Ngày 9 tháng 12 năm 2013, anh ký bản hợp đồng 1 năm với Pelita Bandung Raya.

### 2016
Năm 2016, Alfonsius gia nhập Persiba Balikpapan ở Indonesia Soccer Championship A 2016.

### 2017
Năm 2017 anh ký bản hợp đồng 1 năm với Bali United F.C. thi đấu tại Liga 1 2017.